# روبرت جونستون (سياسي كندي)
روبرت جونستون هو سياسي كندي، ولد في 21 نوفمبر 1856، وتوفي في 25 سبتمبر 1913. انتخب عضو مجلس العموم الكندي.